# 東ソウル大学
東ソウル大学（トンソウルだいがく、朝鮮語: 동서울대학、英語: Dong-Seoul College）は、大韓民国の私立大学。京畿道城南市寿井区に本部を置く。

## 歴史
1977年に設置認可され1978年3月に開校した大侑工業専門学校が始まり。1979年に大侑工業専門大学に昇格する。1992年、運営団体名が学校法人鶴山学園に変更される。1998年に現校名に改称。

## 組織

### 学部
- 工学系列
  - 機械システムデザイン専攻
  - ロボット自動化専攻
  - 産業経営専攻
  - 会計専攻
  - マーケティング専攻
  - 不動産開発専攻
  - ホテル経営専攻
  - 空港旅行サービス専攻
  - ホテル外食調理専攻
  - 工芸デザイン専攻
  - 産業デザイン専攻
  - 観光デザイン専攻
  - ゲームグラフィックデザイン専攻　電気情報制御科(3年制)
  - デジタル情報電子科(3年制)
  - 情報通信科(3年制)
  - コンピュータソフトウェア科(3年制)
  - 建築科(3年制)
  - コンピュータ情報科
  - デジタル放送メディア科(3年制)
  - 室内デザイン科(3年制)
  - 時計ジュエリー科
- 自然科学系列
  - ファッションデザイン科
  - 児童保育科
  - ビューティーコーディネーション科
  - シルバー福祉科
- 人文社会系列
  - 中国ビジネス科
- 芸体能系列
  - レジャースポーツ専攻
  - 警護安全専攻
  - 演技専攻(3年制)
  - 実用舞踊専攻(3年制)
  - 実用音楽専攻(3年制)
- 系列外
  - 教養科

## 学術交流協定
| 日本 - 尚美学園大学 - 千葉科学大学 - 岡山理科大学 - 倉敷芸術科学大学 - 吉備国際大学 - 吉備国際大学短期大学部 - 九州保健福祉大学 | 中国 - 浙江工業大学 - 河北師範大学 - 南山大学 - 大連大学 - 瀋陽大学 - 瀋陽工業大学 - 瀋陽理工大学 | アメリカ - グアム大学 - ハワイ・パシフィック大学 - ロングアイランド大学 オーストラリア - ボンド大学 - ニューキャッスル大学 - クイーンズランド工科大学 |